# Старці (міфи Ктулху)

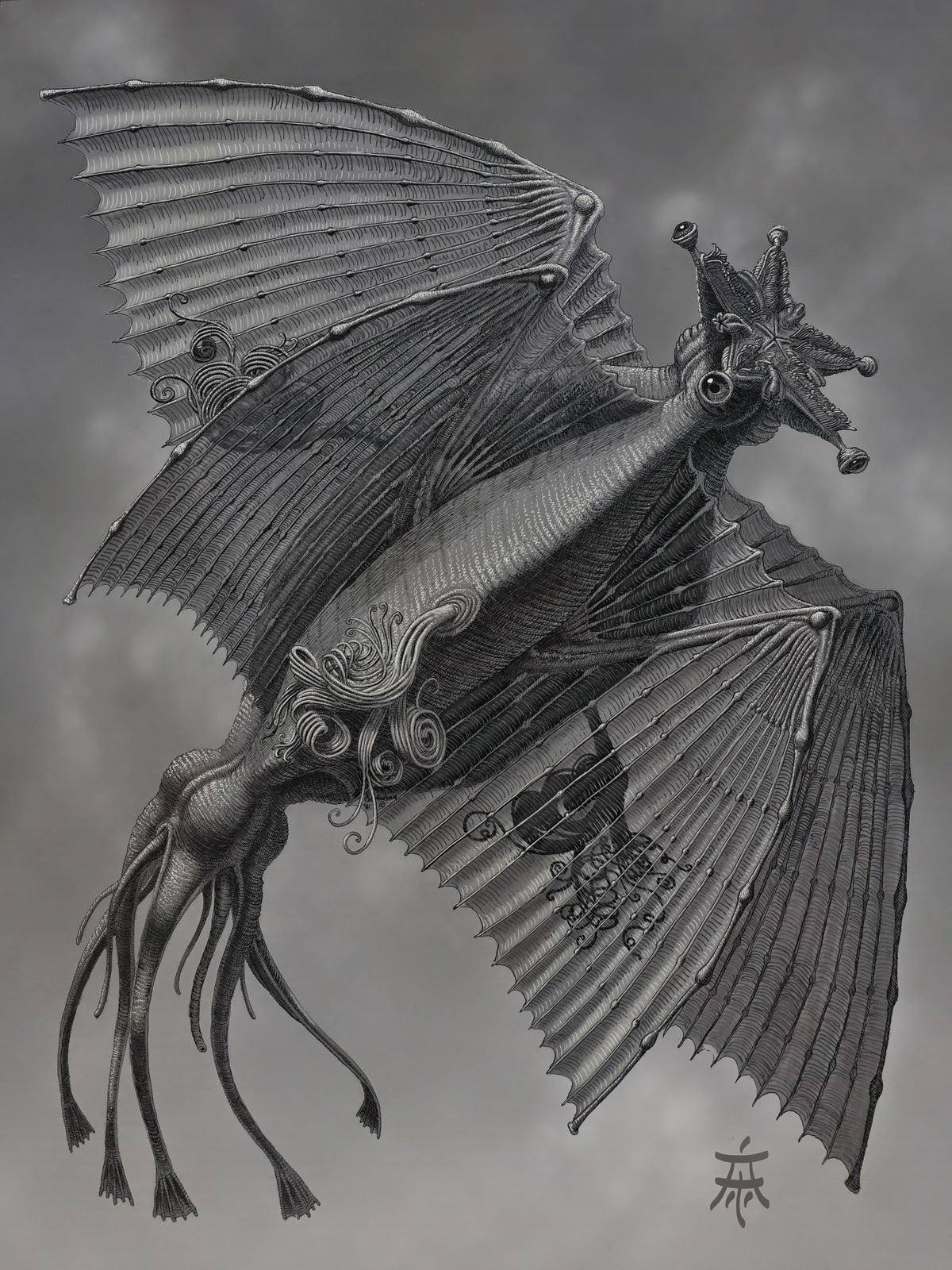
Представник Старців

Старці (англ. Elder Things, або англ. Old Ones або англ. Elder Ones) — вигадана раса іншопланетян і жителів Землі далекого минулого, вперше згадана Говардом Лавкрафтом у його романі «Хребти Безумства» (1936 р.) і яка стала невід'ємною частиною Міфів Ктулху.

## Вигляд
|  | ... Володіючи ознаками рослини, вона на три чверті належала до тваринного світу... Говард Лавкрафт, «Хребти Безумства» |

Довжина тіла складає два з половиною метри. Саме тіло бочкоподібне, з п'ятьма поздовжніми складками, діаметр основи — 30 см. В борознах між складками знаходяться двометрові утвори, подібні на крила, в розкритому стані мають зубчасті краї. У центрі тіла, на кожній з п'яти вертикальних складок, містяться світло-сірі гнучкі лапи-щупальця, здатні дотягуватися до предметів на відстані метра. Окремі щупальця біля основи — вісім сантиметрів у діаметрі, через п'ятнадцять сантиметрів членуються на п'ять щупалець, кожне з яких ще через двадцять сантиметрів розгалужується на стільки ж тонких, що звужуються до кінця щупалець-вусиків — так що на кожному «гроні» їх виявляється по двадцять п'ять.
Торс вінчає світло-сіра шия на якій знаходиться жовта п'ятипроменева, схожа на морську зірку голова, поросла жорсткими різнокольоровими волосинками довжиною у вісім сантиметрів. Гнучкі жовтуваті трубочки довжиною вісім сантиметрів звисають з кожного з п'яти кінців масивної (близько півметра в окружності) голови. На кінці кожної трубочки сферичне потовщення, затягнуте жовтою плівкою, під якою ховаються очі з райдужною оболонкою червоного кольору. В нижній частині тіла також знаходяться міцні м'язисті щупальця довжиною близько метра.

## Культура
Старці могли, подібно до рослин, живитися неорганічними речовинами, але воліли вживати органічну їжу, особливо тваринного походження. Ті, що жили під водою, вживали все в сирому вигляді, але ті, що населяли сушу, вміли готувати. Вони полювали, а також розводили худобу на м'ясо.
Старці добре переносили зміни температури і могли залишатися у воді аж до її замерзання. Коли у епоху плейстоцену, близько мільйона років тому, почалося різке похолодання, Старці, які жили на суші, використовували установки штучного обігріву, але потім люті холоди все ж змусили їх знову повернутися в море.
У Старців були відсутні біологічні передумови до сімейного життя, подібні тим, які є у ссавців: вони не розбивалися на пари і взагалі мали багато спільного з рослинами. Однак родини вони все ж створювали, але тільки заради зручності та інтелектуального спілкування. Обживаючи свої будинки, вони розміщували меблі в центрі кімнат, залишаючи стіни відкритими для декоративного оздоблення. Наземні Старці освітлювали свої помешкання за допомогою особливого пристрою, в основі якого, лежали електрохімічні процеси. І під водою, і на суші використовували специфічні столи та стільці, а також ліжка-циліндри, де вони відпочивали і спали стоячи, обмотавшись щупальцями. Обов'язковою частиною інтер'єру були стелажі, де зберігалися книги з міцно скріплених пластин, письмо Старців було комбінацією точок.
Громадський устрій був швидше соціалістичним. Торгівля процвітала, в тому числі і між містами, а грошима служили невеликі плоскі п'ятикутні жетони, всіяні точками. Хоча цивілізація Старців була урбаністичною, сільське господарство і особливо тваринництво відігрвали в ній важливу роль. Старці вміли видобувати руди і мали машинне виробництво. Рівень технічного розвитку дозволяв вести війни з загарбниками з інших планет, такими, як Нащадки Ктулху і Мі-го. Робочою силою служили штучно створені істоти Шогготи.

## Історія
Старці прийшли з далеких глибин космосу на молоду Землю декілька мільярдів років тому, незадовго після утворення Місяця. У той час вони були високорозвиненою в технологічному відношенні расою, але використовували свої знання тільки в разі крайньої необхідності. Старці пішли зі своєї планети, вважаючи механістичну цивілізацію згубною для емоційної сфери. З часом земна колонія деградувала. Частково це було пов'язано з тим, що земні Старці втратили здатність до міжзоряних перельотів. Спочатку вони селилися у воді, як в менш ворожому місці для проживання, ніж під променями стародавнього Сонця. Також Старці створили багато форм життя і населили ними океани.
Зміщення земної кори спричинили руйнування багатьох міст. Скоро на Землю прибули Нащадки Ктулху і розв'язали війну зі Старцями, в результаті якої було укладено мир, Старці забирали собі океанські володіння, а прибульці сушу. Після затоплення внаслідок чергових тектонічних змін міста Рл'єх Старці знову опинилися єдиними хазяями планети.
Цивілізація повільно деградувала, було втрачено секрет створення життя, тому Старці тепер могли лише модифікувати наявні. В той час почалися перші проблеми зі створеними ними як робоча сила Шоготтами, яким творці надали більший, ніж було необхідно, інтелект.
150 мільйонів років тому Шоготти стали некерованими, але були переможені з використанням зброї, яка розпиляла їх на атоми. В Юрський період на Землю напали Мі-Го. Старці здійснили спробу знову вийти в космос, але так і не змогли покинути меж атмосфери. Мі-Го витіснили Старців в район Антарктиди. Тамтешні міста деградували і проіснували до зледеніння, яке остаточно покрило материк льодом.

## У масовій культурі
Технології Старців є важливим елементом оповіданні «Холодна війна» Чарльза Штросса та «Захоплення планети 5» Саймона Бахер-Джонса й Марка Клафама, супутньому до серіалу «Доктор Хто». Згадуються у відеогрі Call of Cthulhu: Dark Corners of the Earth, настільних іграх Eldritch Skies, Pathfinder, Cthulhu: Xothic Wars.
Істота, що виглядом ідентична Старцям, з'являється в фільмі «Геллбой: Золота армія».